# ミカド (企業)
株式会社ミカドはかつて存在した、システムキッチンやシステムバスを扱う住宅機器メーカーである。

## 概要
本社は大阪市北区。1960年（昭和35年）に日東ステンレス工業（後にニットーへの社名変更を経てミカドと合併）として創業し、1985年（昭和60年）に販売部門が分社化されてミカドが設立された。こうした経緯からステンレス製品に強みを持っていたが、後述の通り経営破綻のため破産手続きを行った後、廃業。
破産・廃業する前は三和グループのメンバーであり三和系企業で設立されたみどり会の会員企業であった。

## 民事再生法適用から破産へ
2009年（平成21年）12月24日、関連会社3社（プロテック、ナギテック、チバテック）と共に大阪地方裁判所へ民事再生法の適用を申請、同日保全命令を受けた。負債は2009年（平成21年）3月末時点で割引手形を含め約176億円。12月31日までに関連会社3社と共に民事再生手続の開始決定を受けた。同業のタカラスタンダードが支援する動きを見せていたものの、再生計画は具体化せず、2010年（平成22年）3月4日に大阪地裁が再生手続きの廃止を決定。同月31日に大阪地裁から破産手続開始決定を受けた。負債総額は163億2500万円。
同年3月30日、ミカドの主要取引先のひとつであった飯田産業が東京工場（旧チバテック）を買収し、株式会社ネオミカドを設立し事業譲渡。6月より旧ミカド製品のアフターサービスの対応を行っていたが、8月には社名をファーストプラス株式会社に変更している。

## 事業所
- 本社 大阪市北区大淀南1-10-9
- 工場 5ヵ所
- 物流センター 2ヵ所
- 営業拠点 47ヵ所
- ショールーム 39ヵ所

## 主な商品（ミカド時代）

### システムキッチン
※レシタ
※ディーノ
※エスミオ
※リップルⅡ　など

### システムバス
- マティーナS/M/H
- シャルティナII
- エマーブルES

かつてはテレビ朝日「モーニングショー」、「お昼のマイテレビ」、「ホットライン110番」のスポンサーであった。
その後はテレビのスポット枠にてCMを中心に宣伝活動を行っていた。